# Антокольская, Александра Марковна
Александра Марковна Антокольская (18 января 1880, Париж — 25 августа 1935, Тулон) — младшая дочь знаменитого скульптора Антокольского, парижская светская львица, писательница-любительница (под псевдонимом Son Ombre), заметная в парижских богемных кругах бисексуалка.
Варианты написания имени: Alexandra (Alexandrine, Sasha, Sacha, Anna) Antokolski (Antokolsky, Antocolski) Ricoy, contessa Sforza; «Mlle. Alexandre Antokolsky» (1902); «Madame Luis Ricoy, née Antocolski» (1903), "Madame Louis Ricoy". «Mme. Anna A. Antocolski Ricoy» (1915); «Anna-Alexandra Antocolsky» (1915); «Mlle. Anna Antokolsky» (1916).

## Биография
В отличие от старшей сестры Эсфири, вышедшей замуж за представителя богатого еврейского рода, и сохранившей веру отца, Александра приняла католичество.
10 декабря 1902 года, вскоре после смерти отца, вышла замуж за мексиканского дипломата, второго секретаря мексиканской дипмиссии в Париже по имени Луис Рикой (Luis G. Ricoy, 1866-?), недавно прибывшего из Гватемалы, где он служил минимум с 1897 года. Бракосочетание было скромным из-за траура. Позже их брак распался, Александра получила его расторжение в Риме.
Её возлюбленной в 1906 году стала писательница из рода Ротшильдов — Элен ван Зёйлен, бросившая ради неё свою многолетнюю спутницу поэтессу Рене Вивьен и осыпавшая Александру драгоценностями. Совершили совместное путешествие в Коломбо.
Отмечается, что в 1907 году, она соблазнила юного красавца Нино Чезарини, познакомившись с ним в Венецию и последовав ради этого на Капри.
В 1914 году в кругах британцев активно обсуждался её грядущий брак с неким аристократом, но отзывы о ней были неблагоприятные, в том числе из-за её связи с Зейлен. В частности, её дурно характеризовала жена итальянского посла в Париже, дочь Евдокии Ростопчиной.
18 октября 1915 года состоялась её вторая свадьба. Её мужем стал лейтенант итальянской армии Гвидо Сфорца (Guido Ascanio Marco Antonio Cesarini, comte Sforza, de Santa Fiora), сын Босио Сфорца, граф де Санта Фьора (1845—1881) и его супруги Винченцы, урождённой княгини Санта-Кроче, Венчание в Миланском соборе провел епископ. Об этой свадьбе писал и журнал Vogue. Высказывается предположение, что этот Сфорца был самозванцем, однако в генеалогических схемах он присутствует, его дедом был Лоренцо Сфорца Чезарини, 3-й герцог Сфорца Чезарини, 8-й князь Дженцано, а дядей — Франческо Сфорца. (Информация о том, что её мужем стал Карло Сфорца, министр иностранных дел Италии, ошибочна).
В 1915 году, по поводу её второй свадьбы, газета «La Renaissance» пишет, что её салон на авеню Анри-Мартен, 66, известен всем, ведущим жизнь космополита. В выпуске 16 июля 1916 года эта же газета сообщает, что в парижском суде рассматривается иск об юридическом разделении супругов, а сам Гвидо Сфорца уехал в Италию, где начал дело о расторжении брака в суде Рима. Вернула свои французские гражданские права, утраченные из-за брака с иностранцем, в 1927 году, после принятия глобального закона на эту тему (став одной из первых).
Скончалась в 1935 году в Тулоне, причем в первой публикации о её смерти её опять назвали женой министра иностранных дел графа Карло Сфорца.

## Фигура в искусстве
Когда Александра вступила в связь с Нино Чезарини возлюбленный последнего барон Жак д’Адельсвард-Ферсен на это яростно отреагировал сборником стихов с соответствующим названием «Так пел Марсий» (Ainsi chantait Marsyas…, 1907) — возвышенной песней, восхваляющей Чезарини, поскольку он был напуган мыслью, что Чезарини покинет его. В этом же сборнике он поместил адресованное Нино, но посвященное Александре оскорбительное, в стиле Бодлера, стихотворение «La fripeuse de moëlle» (Та, кто разрушает костный мозг").
Сама Александра в 1912 году опубликовала под псевдонимом «Son Ombre» за свой счет антологию «Le Salon bleu d’Arhénic» (по прозвищу Мадам де Рамбуйе). В сборник включены произведения таких авторов, как Габриэль д’Аннунцио, Анатоль Франс, Ромен Роллан и множество позабытых французских писателей эпохи.

Известный испанский портретист Федерико Бельтран Массеса выполнил её портрет, который в 1920 году был выставлен на Венецианской биеннале.

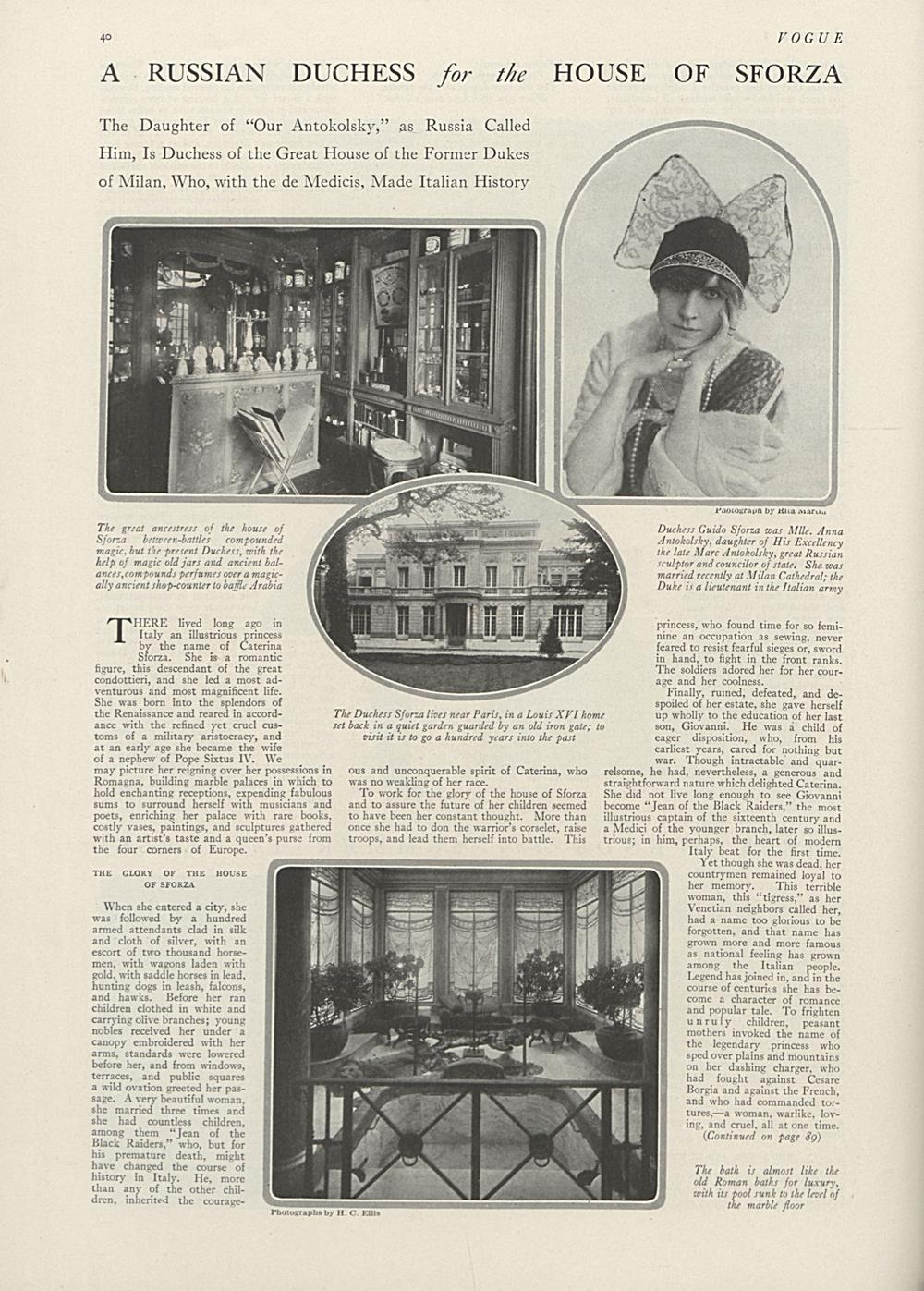
Статья в журнале Vogue (1916), сообщающая о браке с Гвидо Сфорца
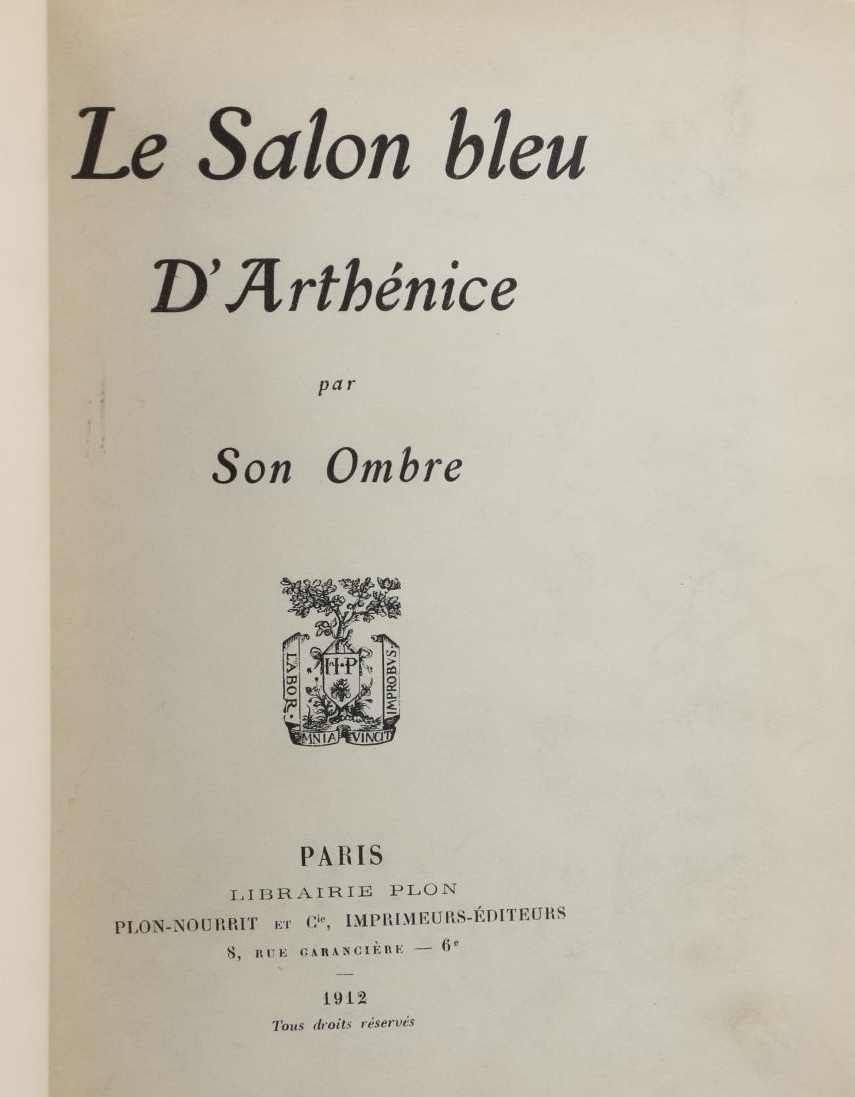
Le salon bleu d'Arthénice (1912)
Портрет кисти  Массеса